# Violka rohatá
Violka rohatá neboli violka ostruhatá (Viola cornuta) je vytrvalá bylina z čeledi violkovité (Violaceae). Dorůstá výšky nejčastěji do 10–20 cm. Oddenek je plazivý a poměrně tenký. Listy jsou jednoduché, většinou řapíkaté, čepele listů jsou vejčité až úzce vejčité, na okraji jsou vroubkovaně pilovité. Na bázi listů jsou palisty, které jsou zubaté, někdy až zastřihovaně zubaté. Na květní stopce jsou 2 listénce, jsou umístěné v horní polovině stopky. Květy jsou vonné, přívěsky kališních lístků jsou relativně dlouhé. Koruny jsou až 4 cm vysoké a 3 cm široké, většinou světle až tmavě fialové, výjimečně bílé, ostruha je relativně tenká, světle fialová. Korunní lístky jsou celkem úzké, takže se vzájemně nepřekrývají. V ČR kvete nejčastěji od června do července. Plodem je tobolka.

## Rozšíření ve světě
Přirozeně roste jen v Pyrenejích, endemit. Adventivní výskyt je znám i z jiných hor střední a západní Evropy

## Rozšíření v Česku
V ČR je to nepůvodní druh. Občas však bývá pěstována jako okrasná rostlina a někdy zplaňuje do volné přírody, většinou v horách, např. na Šumavě nebo v Krkonoších.